# Universal Orlando Resort
Universal Orlando Resort (comunemente noto come Universal Orlando) è un complesso di divertimento situato a Orlando in Florida. Inaugurato il 7 giugno 1990, comprende due parchi a tema, Universal Studios Florida e Universal's Islands of Adventure, un complesso d'intrattenimento notturno, Universal CityWalk Orlando, e quattro hotel: Loews Portofino Bay Hotel, Hard Rock Hotel, Loews Royal Pacific Resort e Cabana Bay Beach Resort; ne faceva parte anche un parco acquatico, Wet 'n Wild Orlando, prima di chiudere il 31 dicembre 2016). Il complesso è di proprietà della NBCUniversal e viene gestito attraverso la Universal Parks & Resorts. Universal Orlando è la più grande struttura gestita da questa società ed è il secondo resort più grande dell'area di Orlando dietro al Walt Disney World Resort.

## Storia
Nel 1990 Universal Orlando aprì con un unico parco a tema il Universal Studios Florida. Il parco aprì come una joint venture tra la Universal Entertainment e la The Blackstone Group, quest'ultima ha ceduto la sua metà nei primi mesi dell'2011. Universal Studios aprì come diretto concorrente del Disney-MGM Studios (adesso chiamato Disney's Hollywood Studios. Nel corso degli anni il parco ha subito enormi cambiamenti fino a diventare un resort da più giorni.
Nel 1994 i dirigenti si incontrarono per decidere il futuro del parco, fu deciso che il complesso subirà un notevole cambiamento ed una sua espansione facendolo diventare una meta da vacanza per più giorni. Alla fine del 1995 iniziarono i lavori per la costruzione del secondo parco. Nel 1997 furono fatte delle riprese in anteprima del parco per pubblicizzarlo e delle relative novità in costruzione che verranno aperte nel Universal Studios. Tra queste c'è la costituzione di una nuova area Woody Woodpecker's KidZone aperta nell'estate 1998, L'attrazione Men in Black: Alien Attack and Animal Actors (ex Animal Planet Live), queste ultime aperte durante la costruzione dell'espansione.
Il 28 maggio 1999 aprì il secondo parco a tema chiamato Universal's Islands of Adventure, esso è caratterizzato da sei "isole" a tema differente: The Lost Continent, Jurassic Park, Toon Lagoon e Marvel Super Hero Island. A causa dello scarso numero di visitatori alcune attrazioni vennero chiuse dopo poco tempo dall'apertura. Dopo una apertura con un flusso mediocre di visite il parco ha iniziato migliorare nettamente, diventando l'unico parco a tema della zona di Orlando ad aumentare il numero delle visite dopo l'11 settembre 2001.
Insieme al parco venne aperto una versione del Universal CityWalk presente nell'Universal Studios Hollywood in California, CityWalk Orlando che si differenzia dell'altro per un design diverso.
Nel 1999 venne aperto il primo hotel del resort il Loews Portofino Bay Hotel (originariamente Portofino Bay Hotel, della Loews Hotes). Tutto il resort prese il nome di Universal Studios Escape, ma il nome poi venne cambiato velocemente in quello attuale.
Nel dicembre del 2000 venne aperto il secondo hotel, il Hard Rock Hotel, nel 2001 il terzo chiamato Loews Royal Pacific Resort sempre della Lowes Hotel. Durante queste aperture viene acquistato il famoso parco acquatico Wet 'n Wild Orlando.
Il 18 giugno 2010 ci fu una importante apertura di una nuova area nel parco Universal's Islands of Adventure dedicata alla famosa saga di Harry Potter il The Wizarding World of Harry Potter, in quest'area si trova il villaggio di Hogsmeade e il famoso castello di Hogwarts. 
Nel 2014 venne inaugurato l'espansione dell'area dedicata al mago con l'apertura del villaggio di Diagon Alley che però questo si trova nel parco Universal Studios Florida, il collegamento tra i due parchi avviene effettuato attraverso Hogwarts Express che unisce le due aree e i due parchi. Per usare questa attrazione (e quindi da un parco all'altro) bisogna essere in possesso del biglietto Park-to-Park.
Nel maggio 2015 viene annunciato un nuovo parco acquatico che si chiamerà Vulcano Bay. Sarà il primo parco acquatico del resort costruito in loco con apertura prevista nel 2017 su area di 53 acri (21 ettari) di terreno nei pressi della Cabana Bay Beach Resort.
Il 24 gennaio 2020, la Universal ha confermato che nel prossimo parco Universal Epic Universe all'Universal Orlando Resort sarebbe stata inclusa un'area a tema Super Nintendo World in collaborazione con Nintendo, e ispirata alle aree omonime degli Universal Studios Hollywood e degli Universal Studios Japan. L'apertura è prevista per l'estate del 2025.

## Il Complesso

### Universal Studios Florida
Questo parco combina le caratteristiche di uno studio di produzione cinematografico e un parco a tema, ed è composto da aree tematiche differenti tra loro. Universal Studios Florida ha aperto il 7 giugno 1990, come un parco a tema che permette ai visitatori di "Provate l'esperienza dei film". I temi derivano della casa di produzione Universal Studios e sono di far sentire gli ospiti come se fossero in un set cinematografico con giostre, spettacoli e attrazioni ispirate a popolari film, televisione e produzioni musicali. 
Il parco è costituito da otto aree tematiche: Hollywood, Production Central, New York, San Francisco, Diagon Alley/London (Facente parte del The Wizarding World of Harry Potter) World Expo, Springfield e Woody Woodpecker's Kidzone.

### Universal's Islands of Adventure
Inaugurato nel maggio del 1999, questo parco a tema è composto da sette "isole" distinte con a tema varie tipi di avventura.I visitatori iniziano la visita dal porto di entrata e si fanno strada attraverso le varie isole: Marvel Super Hero Island, Toon Lagoon, Jurassic Park, Hogsmeade/Hogwarts (The Wizarding World of Harry Potter), The Lost Continent e Seuss Landing. The Wizarding World of Harry Potter, basato sulla popolare saga di Harry Potter, è l'unica isola aggiunta dopo l'apertura il 18 giugno 2010.

### Wet 'n Wild Orlando
È stato fondato nel 1977 dal fondatore del SeaWorld George Millay come uno dei primi grandi parchi acquatici. Nel 1998 è stato acquisito dalla Universal Parks & Resorts, aggiungendolo al Universal Orlando Resort. Sono presenti diciotto scivoli e attrazioni, tra le attrazioni principali ci sono: The Storm , Bomb Bay , Disco H20 e The Surge. Il Wet 'n Wild si trova all'incrocio tra la International Drive e Universal Boulevard, a circa mezzo miglio a sud del garage Universal Orlando. Il Wet 'n Wild chiuderà il 31 dicembre 2016.

### Volcano Bay
Annunciato nel maggio 2015, Vulcano Bay sarà il nuovo parco acquatico costruito in loco, l'apertura è prevista nel 2017 su un'area di 53 acri (21 ettari) di terreno nei pressi della Cabana Bay Beach Resort.

### Universal CityWalk Orlando
Ha aperto nel 1999 come parte dell'espansione che ha creato l'Universal Orlando Resort. Gli ospiti che arrivano al resort attraverso uno dei due parcheggio a più piani, viaggeranno attraverso dei marciapiedi mobili coperti sulla Universal Boulevard, per poi arrivare agli ingressi dei parchi e da quel punto, gli ospiti possono entrare in uno dei parchi a tema, Universal Studios Florida o Universal's Islands of Adventure.
Il CityWalk ospita negozi, locali notturni, luoghi di ristoro, un Cinema AMC e uno spettacolo Blue Man Group. Sono presenti molti locali notturni tra cui: Groove, CityWalks's Rising Star (un club di karaoke con una band dal vivo), Red Coconut Club, and Bob Marley-A Tribute to Freedom (sia un night club e ristorante). Altri luoghi degni di nota sono: il The Cowfish Hard Rock Cafe, Jimmy Buffett 's Margaritaville , Emeril's, NBA City e Bubba Gump Shrimp Company. I ristoranti più famosi sono: Moe's Southwest Grill, Burger King Whopper Bar, Panda Express, Red Oven Pizza Bakery e Fusion Bistro Sushi & Sake Bar.

### Universal Epic Universe
Universal Epic Universe sarà il terzo parco a tema quale parte integrante dello Universal Orlando Resort a Orlando. 
La sua costruzione è stata annunciata il 1 agosto 2019. Senza rilasciare dettagli, Tom Williams, presidente e amministratore delegato di Universal Parks & Resorts, ha affermato che Epic Universe sarebbe stato il "parco a tema più coinvolgente e innovativo" dell'azienda. 
I funzionari di Comcast Corporation e NBC Universal hanno detto che avrebbe creato altri 14.000 posti di lavoro, tra cui posizioni professionali, tecniche, culinarie e altre posizioni specializzate.
L’apertura è prevista per il 22 maggio 2025.
Il parco a tema si troverà a poche miglia a sud dal resort esistente, all'interno di un sito più grande di 750 acri (300 ettari) a sud di Sand Lake Road e ad est di Universal Boulevard.

## Hotel
Il resort dispone di quattro hotel ufficiali in loco: Loews Royal Pacific Hotel, l'Hard Rock Hotel, Loews Portofino Bay Hotel & Spa, e Cabana Bay Beach Resort. Tutti e quattro gli alberghi sono situati in prossimità dei parchi a tema Universal Orlando. Gli alberghi offrono agli ospiti liberi dei servizi navetta per i parchi a tema Universal Orlando. Un altro vantaggio è che gli ospiti che soggiornano presso la Portofino Bay, Hard Rock, e gli hotel di Royal Pacific ottengono gratuitamente il Express Pass per i parchi a tema, permettendo loro di bypassare la normale coda d'attesa in una speciale. Gli ospiti del parco a tema che non soggiornano presso gli hotel ufficiali sono in grado di acquistare Express Pass a un costo aggiuntivo.

### Loews Portofino Bay Hotel at Universal Orlando
Dispone di camere con mobili italiani, un Mandara Spa e centro fitness, tre piscine a tema, e ristoranti tra cui il Bice Ristorante, Trattoria del Porto, il ristorante Mama Della's e altro ancora.

### Hard Rock Hotel Orlando
Dispone di una piscina con la spiaggia di sabbia bianca, cimeli rock n 'roll, e ristoranti, tra cui il ristorante Palm, The Kitchen, e altro ancora. L'hotel dispone di Kid Suite e diversi altri servizi standard quali un centro fitness e uno spazio per conferenze.

### Loews Royal Pacific Resort
Caratterizzato da una delle più grandi piscine in stile laguna nella zona di Greater Orlando, sistemazioni con "le comodità moderne", un centro fitness, un centro congressi e di business, e una varietà di ristoranti, come Emeril Tchoup Choup, slands Dining Room, di Jake American Bar. Il resort offre anche una spiaggia di sabbia bianca.

### Universal's Cabana Bay Beach Resort
Annunciato nel luglio 2012, il nuovo hotel ha aperto la fase 1 il 31 marzo, 2014. Cabana Bay Beach Resort dispone di un "hip, look vintage", e offre camere per gli ospiti, composta da camere in stile 900 suite da 6 posti e 900 camere in stile tradizionale che possono ospitare 4. L'hotel è costruito su un sito di 37 acri all'interno Universal Orlando e adiacente al Universal's Islands of Adventure - appena fuori Hollywood Way e Turchia Lake Road. L'intero hotel ha aperto il 20 giugno.

### Loews Sapphire Falls Resort
Annunciato da Universal Orlando Resort e Loews Hotels & Resorts, il 9 settembre 2014. L'apertura è prevista per l'Estate 2016. La posizione del villaggio sarà di fronte avventura Percorso dal recente Cabana Bay Beach Resort. Lowes Sapphire Falls Resort diventerà il quinto resort hotel a Universal Orlando Resort. Conterrà 1.000 camere, tra cui 77 suite. Il resort porterà il numero di camere nel Universal Orlando a 5.200. Sarà anche un servizio completo resort. I servizi includeranno presto l'ingresso al parco per i parchi a tema della Universal, un ristorante con servizio completo che includerà viste panoramiche e sala da pranzo all'aperto, una a tema caraibico lobby lounge, bar a bordo piscina e grill, il mercato rapido servizio, servizio di parcheggio e un centro fitness.

## Eventi

### Halloween Horror Nights
In alcune serate il parco a tema Universal Studios Florida si trasforma per festeggiare Halloween. Halloween Horror Nights è uno dei più grandi eventi di Halloween negli Stati Uniti, organizzato annualmente al Universal Orlando. Dal 1991 al 2001, l'evento si è tenuto presso Universal Studios Florida. Halloween Horror Nights è stato spostato a Islands of Adventure nel 2002, e nel 2004 fu presente in entrambi i parchi, nel 2006 l'evento è stato spostato di nuovo al Universal Studios Florida.
L'evento ha celebrato il suo ventesimo anniversario nel 2010, e ha celebrato il suo 25 ° anniversario nel 2015. Per accedere a questo evento bisogna acquistare un biglietto speciale.

### Rock the Universe
Rock the Universe è un festival di musica rock cristiana annuale organizzato all'interno Universal Studios Florida. La prima volta che venne organizzato fu nel 1998. L'evento si verifica in genere ai primi di settembre, e dura per due giorni. Molti artisti rock cristiano svolgono durante tutta la manifestazione entrambe le notti. Il resort offre biglietti speciali, pacchetti e partnership chiesa per quel fine settimana. Alcune attrazioni selezionate sono aperte anche durante le serate.

### Summer Concert Series
Summer Concert Series viene organizzato ogni anno, in alcuni sabati sera, e dispone di una varietà di atti di musica popolare al Universal Music Plaza nella sezione centrale del Universal Studios Florida; adiacente alla montagna russa Hollywood Rip Ride Rockit. Questo evento è incluso nel biglietto e si verifica durante il normale orario di funzionamento del parco.